# (84340) Jos
(84340) Jos est un astéroïde de la ceinture principale.

## Description
(84340) Jos est un astéroïde de la ceinture principale. Il fut découvert le 2 octobre 2002 à Needville par Joseph A. Dellinger. Il présente une orbite caractérisée par un demi-grand axe de 2,38 UA, une excentricité de 0,08 et une inclinaison de 2,7° par rapport à l'écliptique.

## Compléments